# Windows Management Instrumentation
Windows Management Instrumentation (WMI) consiste in un set di estensioni al Windows Driver Model e fornisce un'interfaccia di sistema operativo attraverso i cui componenti vengono fornite informazioni e notifiche. WMI di Microsoft è l'implementazione degli standard delle Web-Based Enterprise Management (WBEM) e dei Common Information Model (CIM) dalle Distributed Management Task Force (DMTF).
WMI permette di utilizzare i linguaggi di scripting (come ad esempio su VBScript o Windows PowerShell) per gestire i personal computer o i server Microsoft Windows personal computers and servers, sia in locale sia in remoto. WMI è preinstallato in Microsoft Windows 2000 e nelle successive versioni. È inoltre possibile eseguire il download per Windows NT, Windows 95 e Windows 98.
Microsoft inoltre fornisce un'interfaccia al prompt dei comandi per eseguire le chiamate a WMI, chiamata Windows Management Instrumentation Command-line (WMIC).
| Controllo di autorità | GND (DE) 4744991-3 |